# BIGBANG
BIGBANG（ビッグバン）は、韓国の3人組男性アーティストグループ。YGエンターテインメント所属。2006年8月19日に韓国でデビュー。日本では2009年6月24日にメジャーCDデビュー。

## 経歴

### デビュー～日本進出（2006年～2010年）
2006年
2006年YGの練習生メンバー6人で「BIGBANG The Beginning」というサバイバル番組に出演し、G-DRAGONとSOLを中心メンバーとして現在のメンバー5人でグループを結成。8月19日に行われたYGファミリー10周年コンサートで韓国デビュー。8月29日デビューシングル『BIGBANG』発売。9月23日音楽番組「ショー！音楽中心」に出演し、「LA-LA-LA」でデビューステージを披露。9月28日、2ndシングル「BIGBANG Is V.I.P」発売。11月22日、3rdシングル「BIGBANG 03」発売。12月22日、1stフルアルバム『BIGBANG Vol.1』リリース。12月30日、自身初の単独コンサートとなる「1st Live Concert - The REAL」をオリンピック体操競技場で開催。
2007年
2007年8月16日、1stミニアルバム「Always」の「LIES」が韓国チャートで7週連続1位を獲得し、11月22日発売の2ndミニアルバム「HOT ISSUE」が2018年1月までに6万枚を売り上げ、「Last Farewell」が8週連続1位を記録。この年の韓国の受賞式典「Mnet Asian Music Awards」の前身「Mnet KM Music Festival 2007」にて、「最優秀楽曲賞」「最優秀男性グループ賞」「編曲賞」をそれぞれ初受賞。
2008年
2008年1月4日、日本1stミニアルバム「For The World」で、インディーズレーベルから日本デビューを果たし、3月28日、JCBホールでの東京公演を皮切りに、7月16日の釜山公演までの約3ヶ月間、日本、韓国、タイ、シンガポール、インドネシアを巡る、全11都市18公演21万人超動員のアジアツアー「GLOBAL WARMING TOUR」を開催。5月22日、SOLが1stミニアルバム「HOT」をリリースし、グループ最初のソロデビューを果たす。8月8日、韓国で3rdミニアルバム「Stand Up」が発売され、G-DRAGONと日本人クリエイターDAISHI DANCEが共作した収録曲「HARU HARU」が6週1位、年間音源チャート2位、ダウンロード数は200万の大ヒットを記録。この曲のヒットにより、年末には「Mnet Asian Music Awards」の前身「Mnet KM Music Festival 2008」で主要三部門の一つである「最優秀アーティスト賞」の他「最優秀男性グループ賞」「デジタル配信楽曲賞」を受賞。
- 10月9日 - 初の日本語バージョンアルバムとなる日本インディーズ1stアルバム『Number 1』を発売[4]。10月28日・大阪城ホール、10月29日・名古屋大学、11月1日・JCBホール（東京、2回公演）で、「STAND UP TOUR '08」を開催[4]。11月5日、韓国で2ndフルアルバム『Remember』を発売[4]。

2009年
2009年5月13日、グランドハイアット東京で記者会見を行い日本メジャーデビューを発表。これに伴い5人揃って東京の白金で共同生活を始める。6月24日、日本1stシングル「MY HEAVEN」発売し、日本でのメジャーデビューを果たす。
前述の『Stand Up』に収録されていた「My Heaven」を日本語バージョンで録音したもので、オリコン週間チャートにて3位を記録した。7月8日、日本2ndシングル「ガラガラ GO!!」が発売され、オリコン週間チャート5位を記録。7月17日にはこの曲で『ミュージックステーション』（テレビ朝日）に初出演。
- 8月18日 - G-DRAGONが韓国で1stフルアルバム『Heartbreaker』をリリース[4]。タイトル曲「Heartbreaker」が収録された。韓国国内で大ヒットし、この年の「Mnet Asian Music Awards 2009（M.net KM Music Festivalより改名）」でアーティスト、楽曲と並ぶ主要三部門の一つ「最優秀アルバム賞」を受賞した。
- 11月4日 - 発売の日本3rdシングル「声をきかせて」は、観月ありさ主演の金10ドラマ『おひとりさま』（TBS）のオープニングテーマに起用され[9]、オリコン週間4位を獲得した。
- 11月7日 - 日本で初のベストアルバム『ASIA BEST 2006-2009』を発売した。
- 11月26日 - 第42回ベストヒット歌謡祭にて、「ゴールドアーティスト賞」受賞。第42回 日本有線大賞新人賞を「声をきかせて」で受賞[10]。
- 12月25日、『MUSIC STATION SUPER LIVE』（テレビ朝日）に出演し、「ガラガラ GO!!」を披露[11]。

年末には第51回日本レコード大賞の最優秀新人賞を受賞。
2010年
- 2月16日～2月17日 - 「ELECTRIC LOVE TOUR 2010」を開催。横浜、神戸、東京の3都市で6万人を動員した。中でも東京では初の日本武道館公演を果たした。
- 6月9日 - 日本4thシングル「Tell Me Goodbye」発売。この曲は韓国ドラマで、中国やアメリカ、日本では4月から9月までTBS系列で毎週水曜夜9時より放送された『IRIS-アイリス-』（主演・イ・ビョンホン）の主題歌となった。そしてこのドラマにはメンバーのT.O.Pが主要キャストである「ビッグ」役で出演した（ビッグの日本語吹き替えは魔裟斗が務めた）。なお日本国外での放送には、朝鮮語版のこの曲が使用された。
- 8月25日 - 日本5thシングル「BEAUTIFUL  HANGOVER」発売。8月27日この曲で『ミュージックステーション』（テレビ朝日）に出演。
- 12月30日 - 「Tell Me Goodbye」で第52回日本レコード大賞優秀作品賞を受賞。同曲を披露した。

### 世界ツアー敢行、韓国のトップアーティストに（2011年～2012年）
2011年
- 2月24日 - 韓国で4thミニアルバム「TONIGHT」発売。また4月8日には、このミニアルバムの特別版「TONIGHT-SPECIAL EDITION-」が発売された。
- 5月 - 「LOVE & HOPE TOUR 2011」を開催。大阪城ホール、幕張メッセ、名古屋市総合体育館の3都市3会場で、前年の倍近くとなる11万人を動員した。

アメリカや欧米諸国での人気も上昇し始め、前述の「TONIGHT」が、ビルボード誌の全米トップ・ヒートシーカーズ（全米の基本的に新人が対象の音楽チャート、新人発掘のバロメーターとされる）にて、初登場7位を記録した。
- 11月6日 - イギリスで開催されたヨーロッパの最大級の音楽式典「2011 MTV EUROPE MUSIC AWARDS（EMA）」にて、最優秀楽曲賞、最優秀ビデオ賞らと並列される主要タイトルの一つ「ワールドワイドアクト賞」を受賞。
- 11月29日 - 「Mnet Asian Music Awards 2011」にて、「TONIGHT-SPECIAL ADITION-」タイトル曲「LOVE SONG」が、最優秀ミュージック・ビデオ賞を受賞。

2012年
- 2月29日 - 「FANTASTIC BABY」や「BLUE」、「BAD BOY」を含む5thミニアルバム「ALIVE」をリリース。収録曲はイントロも含め、韓国チャートで1位から7位を占めた[14][リンク切れ]。「FANTASTIC BABY」のミュージック・ビデオが3月6日にYouTubeにアップされると、閲覧数が急速に上昇。2014年3月27日には、再生回数が一億回に到達し、マイルストーンに到達した最初の男性グループとなると、2017年1月時点で2億6,700万回を超えているなど世界的な大ヒット曲となった。このアルバムを機に日本や中国をはじめアジア各国でも知名度、人気は一気に上昇。また、6月3日に「ALIVE」の特別版アルバム「STILL ALIVE」のタイトル曲「MONSTER」のミュージック・ビデオをYouTubeに公開。すると公開から12時間で再生回数が100万回以上を記録。100万回到達までの最速記録を樹立。「ALIVE」はグループを代表する大ヒットアルバムとなり、グループの人気は不動のものとなった。
- 3月28日 - このミニアルバムの日本版「ALIVE」を発売。特に「FANTASTIC BABY」の日本語版はm-floのVERBALが作詞を手掛けた。3月21日にはこのミニアルバムの告知のため『笑っていいとも!』（フジテレビジ）に初出演。4月4日には、『めざましテレビ』（フジテレビ）、翌4月5日には『ノンストップ!』（フジテレビ）に出演し「FANTASTIC BABY」を披露した。その後も『しゃべくり007』（日本テレビ）や『世界まる見え!テレビ特捜部』（日本テレビ）、『ミュージックステーション』（テレビ朝日）など立て続けに日本のテレビ番組に出演した。
このアルバムを引っ提げ、3月2日から翌年1月27日まで、初のワールドツアーとなる「BIGBANG ALIVE GALAXY TOUR」を開催。東アジア、東南アジア、北アメリカ、南アメリカ、さらにはヨーロッパを巡り、全世界12ヶ国21都市48公演で80万人を動員。5月から6月、12月にその一環として日本ドームツアー「BIGBANG ALIVE TOUR 2012 IN JAPAN」 を開催。東京・大阪・福岡の3大ドーム公演を含む全6都市19公演で観客は前年から大きく増やして45,5万人を動員した。
- 9月15日 - G-DRAGON1stミニアルバム「One Of A Kind」がリリースされる。中でも「CRAYON」はヒットし、自身の代表曲となる。
- 11月30日 - 香港にてMnetが主催する韓国最高の音楽授賞式「Mnet Asian Music Awards 2012」にて、4年ぶりに主要三部門の一つである「最優秀アーティスト賞」を受賞。他に「ワールドワイドパフォーマー賞」「最優秀グループ賞」など計3部門で受賞した。1stミニアルバム「One Of A Kind」がヒットしたG-DRAGONは「最優秀男性歌手賞」も受賞した。“Monster in me”というテーマで「FANTASTIC BABY」に加え、G-DRAGONのソロ曲「CRAYON」を披露した[15]。

### ソロ活動の活発化（2013年～2014年）（2023年）
2013年
- 2月 - D-LITEが日本ソロデビュー作品のJ-POPカバーアルバム『D'scover』をリリース。オリコンアルバムウィークリーランキング2位（韓国グループ出身ソロアーティストによる1stアルバム史上最高位（男女含め））を記録。
- 3月 - 6月 - 3ヶ月をかけ、日本武道館・横浜アリーナを含む全国20ヶ所26公演で全国10万人超を動員した初のソロツアー、「D-LITE D'scover Tour 2013 in Japan ～DLive～」を開催[16]。
- 4月 - 6月 - G-DRAGONが初のソロワールドツアー（8ヶ国13都市27公演全世界57万人動員）の日本公演「G-DRAGON 2013 WORLD TOUR ~ONE OF A KIND~ IN JAPAN」を開催し、「海外アーティスト(ソロ・グループ含む)として史上初の【西武ドーム・京セラドーム大阪・ナゴヤドーム・福岡 ヤフオク!ドーム】4大ドームツアー」、「韓国出身ソロアーティストとして史上初のドームツアー」、「韓国出身ソロアーティストとして史上最多の日本公演動員数（4都市8公演36万1000人動員） 」という金字塔を打ち立てた[17]。
- 8月21日 - V.Iの2ndミニアルバム「LET'S TALK ABOUT LOVE」が韓国でリリースされ、タイトル曲の「LET'S TALK ABOUT LOVE」が韓国国内でヒットする。
- 9月13日 - G-DRAGONが4年ぶりとなる2ndフルアルバム『COUP D'ETAT』をリリース。「COUP D'ETAT」「ピタカゲ（CROOKED）」などが収録された。
- 10月8日 - V.Iが日本ソロデビューアルバム『LET'S TALK ABOUT LOVE』をリリース[18]。
- 11月15日 - T.O.Pが2ndシングル「DOOM DADA」を発売。自身の代表曲となる。
- 11月22日 - 「Mnet Asian Music Awards 2013」にて、G-DRAGONが主要三部門の一つ「最優秀アーティスト賞」の他、「最優秀男性歌手賞」「最優秀男性ソロダンス賞」「最優秀ミュージックビデオ賞（COUP D'ETAT）」を受賞。パフォーマンスで披露した「ピタカゲ」の前奏では、6thシングル「MADE SEREIS：D」収録曲「SOBER」の落ちサビ部分が使用されていた。
- 11月27日 - G-DRAGONが日本ソロデビューアルバム『COUP D'ETAT [+ONE OF A KIND & HEARTBREAKER]』をリリース。
- 11月～2014年1月 - 海外アーティスト史上初の6大ドームツアー、「BIGBANG JAPAN DOME TOUR 2013～2014 "+α"」を開催。全6都市16公演で自己最多となる77万人を動員した。

2014年
- 3月12日 - SOLが日本デビューアルバムとなる『RISE [+SOLAR & HOT]』を、T.O.Pが韓国での新曲「DOOM DADA」の日本スペシャルパッケージをそれぞれリリース。
- 7月16日 - D-LITEが初のオリジナルアルバム『D'slove』をリリースし、自身初のオリコンアルバムデイリーランキング1位（7月15日付け）を記録した。
6月から7月にかけてD-LITEが2年連続ソロライブツアー「D-LITE DLive 2014 in Japan 〜D'slove～」を開催。全8都市15公演で17万人を動員し、韓国ソロアーティスト史上初2年連続10万人動員となった[19]。
- 8月29日 - 味の素スタジアムで行われた「a-nation stadium fes.」に初めて、各公演のメインアーティストである「ヘッドライナー」として出演した。
- SOLが8月から9月にかけてソロツアー「SOL JAPAN TOUR "RISE" 2014」を開催。全6都市19公演で7万人を動員した。
- 10月4日 - 「第17回仁川アジア競技大会」閉会式に出演。V.Iは高熱のため参加できなかった。残りの4名で、「HANDS UP」「BAD BOY」「FANTASTIC BABY」を披露した。
- 11月15日〜2015年1月18日 - 海外アーティスト史上初の2年連続5大ドームツアー「BIGBANG JAPAN DOME TOUR 2014~2015 "X"」を開催。全国5都市15公演で73万人超を動員した。
- 12月3日 - 香港にて開かれた「Mnet Asian Music Awards 2014」にて、SOLが「EYES, NOSE,LIPS」でBIGBANGとしては2007年以来、ソロとしてはグループ初の「最優秀楽曲賞」を受賞した。また「最優秀歌唱賞」、「最優秀男性歌手賞」も受賞した。

### グループの再始動（2015年～2016年）
2015年
3年ぶりの新曲を韓国で4ヵ月連続で発表し、その後2008年の『Remember』以来のフルアルバムを完成させ3年ぶりに復帰した。さらに4月から翌年3月にかけて韓国、日本、中国、台湾ほか東アジアから、東南アジア、北アメリカ、さらにはオーストラリアなど世界15ヶ国・32都市で約150万人を動員するワールドツアーを行うプロジェクト「MADE」が2015年4月より始動した。
- 1月末と2月上旬 - D-LITEが自身3度目の日本ライブツアー「Encore!! 3D Tour [D-LITE DLive D'slove]」を2都市4公演で開催。
- 4月25日 - ソウルオリンピック主競技場にて、翌年まで約1年続く自身最大規模のワールドツアー「BIGBANG 2015～2016 WORLD TOUR [MADE] 」のオープニング公演を行う。
- 5月1日 - 9年ぶりの4thシングル「MADE SERIES：M」（「LOSER」「BAE BAE」収録）発売。
- 5月～6月 - ワールドツアーの中国公演の第一弾が行われ、6都市12公演13万人超を動員。
- 6月1日 - 5thシングル「MADE SERIES:A」（「BANG BANG BANG」「WE LIKE  2 PARTY」収録）発売。
- 7月1日 - 6thシングル「MADE SERIES:D」（「SOBER」「IF YOU」収録）発売。
- 7月11日～8月1日 - ワールドツアーの東南アジア公演が行われ、全5都市8公演85,000人を動員。
- 8月5日 - 7thシングル「MADE SERIES:E」（「Let's not fall in love」「ZUTTER (GD&T.O.P)」収録）発売。
- 8月7日～8月30日 - ワールドツアーの中国公演第二弾が行われ、6都市6公演で9万人を動員した。
- 8月22日 - ヤンマースタジアム長居で開催された「a-nation stadium fes.」に2年連続でヘッドライナーとして出演した。
- 9月24日～9月27日 - 台湾の台北アリーナで4日連続公演が行われ、44,000人を動員した。
- 10月2日～10月13日 - 北アメリカ公演が行われ、全6都市7公演約9万人を動員。
- 10月17日～10月21日 - オーストラリア公演がシドニー、メルボルンの2都市で行われ、3公演35,000人を動員した。
- 10月23日～10月26日 - マカオ公演が行われ、3万人を動員。
- 11月12日～2016年2月24日 - 海外アーティスト史上初の3年連続日本ドームツアー「BIGBANG 2015~2016 WORLD TOUR [MADE] IN JAPAN」を開催。全国4都市18公演、91万人超動員という自身最大規模の日本ツアーとなった。
- 12月2日 - 「MAMA2015」（「Mnet Asian Music Awards 2015」）にて、「BANG BANG BANG」で昨年のSOLに続き、グループとしては8年ぶり2度目となる「最優秀楽曲賞」を受賞。また「最優秀アーティスト賞」も受賞し、グループとしてもソロとしても初めて主要三部門中二部門を受賞した（もう一つは「最優秀アルバム賞」）。また「最優秀ミュージックビデオ賞（BAE BAE）」「World Wide Favorite賞」も受賞し最多タイの4冠となった。パフォーマンスでは「TRUTH +DARE」というタイトルで「LOSER」「BAE BAE」「BANG BANG BANG」を披露した。

 2016年
- 2月3日 - 日本では3年8カ月ぶりとなるカムバック・5th暫定版フルアルバム『MADE SERIES』を発売。前年に韓国で発売された4シングルの8曲とそのうち3曲の日本語バージョンの計11曲を収録したもので、オリコン週間ランキング初登場1位を獲得した。
- 3月6日 - ソウルオリンピック主競技場で、ワールドツアーのファイナル公演が行われ、317日間に及んだワールドツアーが終了。
- 3月11日～3月26日 - 「2016 BIGBANG MADE [V.I.P] TOUR」の第一弾を中国の8都市で行った。
- 4月22日～5月22日 - アリーナツアーである「BIGBANG FANCLUB EVENT ～FANTASTIC BABYS 2016～」を開催。神戸、福岡、名古屋、千葉の全4都市27公演で計28万人を動員した。
- 6月5日～10月22日 - 「2016 BIGBANG MADE [V.I.P] TOUR」の第二弾を中国、台湾、マレーシア、アメリカの4ヵ国18都市で行った。
- 8月19日にデビュー10周年を迎えるにあたり、7月29日から2017年1月22日にかけて、10周年記念ライブ「BIGBANG10 THE CONCERT : 0.TO.10」を日本、韓国、香港の計3ヵ国で行い、計24公演112万人を動員した。その他10周年を記念した、様々なイベントを行った。

「BIGBANG10 THE MOVIE」として、韓国では6月30日、日本では7月2日よりドキュメンタリー映画『BIGBANG MADE』が劇場で公開された。日本では観客動員が10万人を超えた。
- 7月29日～7月31日 - 「BIGBANG10 THE CONCERT : 0.TO.10 IN JAPAN」をヤンマースタジアム長居で開催し、3日間で16万5000人を動員した。
- 8月5日～10月30日 - 展示会「BIGBANG10 THE EXHIBITION：A TO Z」がソウル市城東区に位置するS-FACTORYにて開催された。この展示会では、BIGBANG自身が企画・構成・製作を手掛け、デビューから10周年に至るまでのアルバム、写真、衣装、インタビュー映像、ミュージックビデオ、コンサートステージなど、BIGBANGの作品の数々が展示された。メンバーが選んだAからZで始まる26個の単語が「BIGBANGを見る5つの視線」というテーマに合わせて配置されている。
- 8月19日 - デビュー10周年を迎え、前日8月18日のG-DRAGONの誕生日などを記念して、誕生日や卒業および入学、結婚、入社などの特別な記念日をより一層特別に過ごすことができるユニセフの“記念寄付”プログラムを広く知らせ、後援を促すためユニセフ記念寄付を行った[20]。
- 8月20日 - ソウルのソウルワールドカップ競技場で「BIGBANG10 THE CONCERT : 0.TO.10 IN SEOUL」を開催。6万5000人を動員した。
- 8月27日 - 味の素スタジアムで行われた「a-nation stadium fes. powered by dTV」に、3年連続でヘッドライナーとして出演。
- 11月5日～12月29日 - 海外アーティスト史上初の4年連続ドームツアー「BIGBANG10 THE CONCERT : 0.TO.10 -THE FINAL-」を開催。東京ドーム、大阪ドーム、福岡ドーム、ナゴヤドームの全4大ドーム、16公演で78万人超を動員した。また、2016年は、日本だけに限っても、1年間で60公演を行い、計170万人以上を動員（このドームツアーの他に「[MADE]」36万人、「FANTASTIC BABYS」28万人、「0.TO.10」16.5万人、「HAJIMARI NO SAYONARA」約14万人）。これにより日本で公演を行ったアーティストの中では初の最多観客動員となった[21]。しかも2位の嵐は93.9万人で、ほぼダブルスコアをつける圧勝での1位であった[21]。
- 12月12日夜12時 - に8年ぶりのフルアルバム『MADE』をリリースした。前年発表の8曲に、「FXXK IT」、「LAST DANCE」、「GIRLFRIEND」の新曲3曲を加えた全11曲が収録された。
- 12月18日 - 『SBS人気歌謡』にて「LAST DANCE」「FXXK IT」を披露。テレビの音楽番組へ復帰した。
- 12月26日 - SBSの年末の音楽番組『2016 SBS歌謡大祭典』に出演し、「LAST DANCE」「FXXK IT」「BANG BANG BANG」を披露。さらにT.O.Pはオム・ジョンファとともに「D.I.S.C.O」を、G-DRAGONはCL、BewhY、Okasianとともにヒップホップステージをそれぞれ披露した。
- 12月30日 - 「第58回日本レコード大賞」にて「特別賞」を受賞。2009年の第51回での「最優秀新人賞」、2010年の第52回での「優秀作品賞」に続いて3度目の受賞。

### メンバーの入隊・脱退（2017年～2021年）
2017年
- 1月7日～1月8日 - 「BIGBANG10 THE CONCERT : 0.TO.10 FINAL IN SEOUL」を韓国ソウルにある高尺スカイドームで開催。
- 1月21日～1月22日 - 「BIGBANG10 THE CONCERT : 0.TO.10 FINAL IN HONG KONG」を香港のKowloon Cruise Terminal Outdoor Activities Squareで開催[22]。
- 2月9日 - 最年長のT.O.Pがグループ最初の軍入隊[23]。
- 2月15日 - 5th完全版フルアルバム『MADE』の日本バージョンが発売。初週10万1000枚を売り上げ、3アルバム連続でオリコン週間ランキング初登場1位を記録[24]。

4月12日 - D-LITEが2年半ぶりのミニアルバム「D-day」を発売し、オリコンデイリーランキング初登場1位を獲得。そのアルバムを引っ提げた自身初のソロドームツアー「D-LITE JAPAN DOME TOUR 2017 ～D-day～」を4月に開催。4月15日、4月16日|16日のメットライフドーム公演、4月22日|22日、4月23日|23日の京セラドーム大阪の計4公演で15万人を動員した。
- 5月27日～6月4日 - T.O.Pを除く4人でファンイベントドームツアー「BIGBANG SPECIAL EVENT 2017」を行った。福岡ヤフオク!ドーム1公演、東京ドーム2公演、京セラドーム大阪2公演の計5公演で約25万人を動員[27]。
- 6月1日、ソウル警察庁麻薬犯罪捜査隊により、麻薬類管理に関する法律違反容疑でT.O.Pを不拘束立件され、事件を検察に起訴意見として送検された。警察によると、T.O.Pの容疑は2016年10月、麻草の吸煙だということが、実施された毛髪検査で陽性反応が出たことで明らかとなった。ソウル警察庁は、T.O.Pのソウル庁広報担当官室楽隊に所属する義務警察としての服務が不適合だと判断し、6月5日に4機動団に転出した。6月6日、4機動団部隊でT.O.Pが意識を失った状態で発見され、ソウル梨大木洞（モクトン）の病院に搬送された。意識の回復について一次情報が混乱したものの6月8日、梨大木洞病院側の関係者が「患者（T.O.P）の意識が回復した。早ければ明日中に集中治療室から一般病棟へ移ることが可能だと判断される見通しだ」と明らかにしたうえで、「精神科の治療など、追加の治療が必要な状況だ。」と説明した。6月9日、午後2時30分頃にマネージャーに車いすを押されて転院、報道陣の前に姿を見せた。その際、報道陣の「大麻使用の容疑を認めるのか?」などの質問に対しT.O.Pは「申し訳ありません」とコメントした。また転院先では精神的な治療も必要とされ、転院する病院名は明かされず、メディアの過剰な報道もセーブされた。一緒に大麻を使用したとされる事務所の歌手練習生のハン・ソヒは6月16日、薬物取締法に関する法律違反（向精神薬、大麻）で、懲役3年、執行猶予4年を宣告し、120時間の薬物治療講義と追徴金87万ウォン（約8万5千円）を命じた。警察は、ハン氏の大麻喫煙の疑いを調査中にT.O.Pが彼女と一緒に喫煙した事実を把握。10月14日、自身のソウル市龍山区の自宅でハン氏と一緒に計4回、大麻を喫煙したことが明らかになり、麻薬取締法違反（大麻）の疑いで起訴されたという。
- 6月30日 - 初公判が開かれ検察はT.O.Pに懲役10カ月および執行猶予2年、そして追徴金87万ウォン（約8万5千円）を求刑した。T.O.P側は「軍入隊を控え、激しいストレスを受けて心理的に非常に不安定な状況で、お酒をたくさん飲み、衝動的に犯行に及んだ」、「数年前、激しい不安障害で治療を受けていた。乱れた精神状態による誤った判断で、大きな失敗をした」とし「一週間で起こった出来事で、この時が私の人生最悪の瞬間として非常に身にしみて反省している」「どんな処罰も甘んじて受ける。残りの人生の教訓にしたい」と語った[28]。
- 7月20日 - ソウル中央裁判所に出廷し、「量刑については、麻薬類関連の犯罪は、個人の肉体と精神を荒廃化させるだけではなく、社会全般に悪影響を及ぼす可能性が高いため、厳しく処罰する必要性がある。被告人はたくさんのファンから愛される公人として家族とファンを失望させた。この法廷で犯行をすべて認めて真剣に反省している点、被告人が二度と犯行を起こさないことを誓った点、初犯である点などを考慮した」とし「懲役10ヵ月執行猶予2年、追徴金1万2000ウォン」の判決が言い渡された[29]。この日取材陣の前に立ったT.O.Pは、「自粛している。申し訳ないという言葉以外に、申し上げる言葉がない」として頭を下げた。引き続き控訴の意思がないという意を伝えた。T.O.Pは裁判後、「新しい気持ちで生きていく」と明らかにした。今後の服務問題に対しては、「処分に基づいて、国防の義務に最善を尽くす」と話した[30]。
- 6月 - G-DRAGONが自身2度目のワールドツアー「G-DRAGON 2017 WORLD TOUR ACT III, M.O.T.T.E 」を開催。それに先だって6月8日に2013年のセカンドフルアルバム『COUP D'ETAT』以来、約4年振りのソロ作『KWON JI YONG』をCDではなくUSBの形で発表[31]。ワールドツアーは6月10日のソウルワールドカップ競技場公演で4万人を動員したのを皮切りに[32]、その後マカオ、シンガポール、バンコクというアジア3都市を巡る。7月11日から7月30日にはシアトル、サンノゼ、ロサンゼルス、ヒューストン、シカゴ、マイアミ、ニューヨーク、トロントの8都市約15万人を動員する北アメリカツアー、8月5日から8月16日には4都市（シドニー、ブリスベン、メルボルン、オークランド）で6万人動員のオセアニアツアーを行う。そして8月19日の福岡ヤフオク!ドーム公演からスタートした日本公演「G-DRAGON 2017 WORLD TOUR ACT III, M.O.T.T.E IN JAPAN」では、東京ドーム2公演、京セラドーム大阪2公演、福岡ヤフオク!ドーム1公演の3大ドームで計5公演26万人を動員[33]。自身2度目にして最大のソロドームツアーとなり、このワールドツアーの中でも最大規模の公演となった[33]。また同時進行で8月から9月にかけて香港、マニラ、ジャカルタ、クアラルンプールを巡るツアー中2度目のアジアツアーを行い、日本ドームツアー終了後の9月下旬にはバーミンガム、ロンドン、アムステルダム、パリ、ベルリンを巡り9万人を動員予定のヨーロッパツアーを行う。その後10月には台北公演を行った。合わせて全世界18ヶ国29都市36公演を行いその全てでチケットは完売し、計70万人以上を動員した[34]。
- 7月8日 - SOLは、ZOZOマリンスタジアム（千葉市）で『TAEYANG 2017 WORLD TOUR ＜WHITE NIGHT＞』の日本公演「TAEYANG 2017 WORLD TOUR ＜WHITE NIGHT＞ IN JAPAN -SOL STADIUM LIVE-」の開幕公演を開催した。このツアーはSOLにとって2度目となるワールドツアーで、日本公演は7月8日、7月9日の2日間で5万人以上を動員したZOZOマリンスタジアムから始まり、ほっともっとフィールド神戸で8月5日、8月6日に追加公演が実施される。7月9日は、WINNERがオープニングアクトとして参加した[35]。
- 9月、EXOとともにMnet Asian Music Awardsの最多受賞者としてギネス世界記録に登録された[36][37]。
- 11月18日～12月24日 - 海外アーティスト史上初の5年連続ドームツアー「BIGBANG JAPAN DOME TOUR 2017 -LAST DANCE-」を開催し、全4都市14公演で69万6,000人を動員[38]。12月13日の東京ドーム公演がスカパーで生放送され、日本全国の映画館でライブビューイングされた。
- 12月30日～12月31日 - 韓国でBIGBANG 2017 CONCERT LAST DANCE IN SEOULが開催され、30日のみ日本の全国の映画館でライブビューイングも開催された[39]。

 2018年
1月6日～1月7日、D-LITEソロツアー「DなSHOW Vol.1 THE FINAL in HAWAII.」が開催され、7日の公演はニコニコ生放送で生中継された。2月9日、V.Iが中国の映画『宇宙有愛浪漫同游（英語：Love Only）』に出演すると発表され、2月28日中国の生放送アプリ「一直播」を使い生放送イベントを行い、この放送を100万人が視聴した。2月27日、G-DRAGONが入隊、続いて3月12日にSOLが入隊、3月13日にはD-LITEが入隊した。
3月10日、V.Iが出演したMBCのバラエティ番組『私は一人で暮らす』内で、自身が経営するDJレーベルをYGエンターテイントが買収したことを公表。3月14日、「BIGBANG JAPAN DOME TOUR 2017 -LAST DANCE-」のDVDとBlu-rayが発売3月26日付のオリコン週間ランキングで1位を獲得。
 2019年
- 3月13日 - バーニング・サン事件による所属事務所からV.Iの専属契約終了を発表。BIGBANGからも脱退した[50][51]。

### 4年ぶりのグループ活動再開、T.O.P脱退 (2022年〜)
- 2月7日 - 所属事務所であるYGエンターテインメントが、メンバーであるT.O.Pの専属契約を終了した事を発表したと同時にBIGBANGの活動再開を知らせた[52]。
- 3月16日 - YGがレコーディングとMV撮影の完了を報告[53]。
- 4月5日 - 新曲「Still Life」をリリース[54][55]。新曲のリリースは2018年3月にリリースしたシングル「FLOWER ROAD」以来、約4年ぶりである。「Still Life」は11日（現地時間）に発表された米「ビルボードグローバル（Billboard Global Excl.U.S）」最新チャートで3位を記録した。また、アメリカを含めてランキングをつける「ビルボードグローバル200」チャートでは9位にランクインし、主流ポップ市場でも幅広い人気を得ていることを証明した。
- 12月26日 - SOLが、YGエンターテインメントの傘下会社「THE BLACK LABEL」へ移籍することが発表された[56]。
- 12月27日 - D-LITEが、YGエンターテインメントとの専属契約を終了。ただし引き続きBIGBANGのメンバーとして活動すること、およびG-DRAGONがソロとして契約の協議中であることがYGエンターテインメントから発表された[57]。

2023年
- 1月13日 - SOL/TAEYANGがソロ作品として6年ぶりシングル『VIBE feat. JIMIN (BTS)』をリリース。BTSのJIMINとのコラボで注目作品となる。
- 6月1日 - T.O.Pが自身のInstagramを更新。ファンからの「BIGBANGを辞めたの？」という質問に「I'VE ALREADY WITHDRAWN（私はすでに脱退しました）」と回答し、BIGBANGを脱退したことを正式に表明した[58]。

2024年
- 11月23日 - 同日に京セラドーム大阪で開催されたグローバルK-POP授賞式『2024 MAMA AWARDS』にG-DRAGONが出演。そこにサプライズゲストとしてSOLとD-LITEが出演し、二人がフューチャリングとして参加したG-DRAGONの楽曲「HOME SWEET HOME」を共に披露したのち、BIGBANGの楽曲である「BANG BANG BANG」「FANTASTIC BABY」の二曲を追加で披露した[59]。

## メンバー
| 芸名       | 芸名                          | 画像       | 本名                                                          | 生年月日/出身地                          | 国籍       | 備考 |            |            |            |
| 日本語     | ハングル/漢字 英語            | 画像       | 日本語/ハングル/漢字 英語                                     | 生年月日/出身地                          | 国籍       | 備考 |            |            |            |
| 現メンバー | 現メンバー                    | 現メンバー | 現メンバー                                                    | 現メンバー                               | 現メンバー | 現メンバー | 現メンバー | 現メンバー | 現メンバー |
| ---------- | ----------------------------- | ---------- | ------------------------------------------------------------- | ---------------------------------------- | ---------- | --- | ---------- | ---------- | ---------- |
| SOL        | 朝: 태양 中: 太陽 英: Taeyang |            | 日: トン・ヨンベ 朝: 동영배 中: 董詠培 英: Dong Youngbae      | 1988年5月18日（37歳） 韓国京畿道議政府市 | 韓国       | - 2014年11月にG-DRAGONとのユニット「GD X TAEYANG｣としても活動中。 - 現在はYG傘下の「THE BLACK LABEL」に所属                                                                     |            |            |            |
| G-DRAGON   | 朝: 지드래곤                  |            | 日: クォン・ジヨン 朝: 권지용 中: 權志龍 英: Kwon Jiyong      | 1988年8月18日（36歳） 韓国 ソウル特別市  | 韓国       | - リーダー - 2010年11月からT.O.Pとのラップユニット「GD&T.O.P｣、2014年11月にSOLとのユニット「GD X TAEYANG｣としても活動。 - 現在は「Galaxy Corporation」に所属                    |            |            |            |
| D-LITE     | 朝: 대성 中: 大聲 英: Daesung |            | 日: カン・デソン 朝: 강대성 中: 姜大聲 英: Kang Daesung       | 1989年4月26日（36歳） 韓国・ソウル特別市 | 韓国       | - 日本活動名はD-LITE。楽しませるなどの意味の英語"delight"から。いつも明るいという意味も込められている - 現在は「R&D COMPANY」に所属                                             |            |            |            |
| 元メンバー |                               |            |                                                               |                                          |            | |            |            |            |
| T.O.P      | 朝: 탑                        |            | 日: チェ・スンヒョン 朝: 최승현 中: 崔勝賢 英: Choi Seunghyun | 1987年11月4日（37歳） 韓国ソウル特別市   | 韓国       | - 名付け親は元事務所の先輩のSE7EN - 2010年11月からG-DRAGONとのラップユニット「GD&T.O.P｣としても活動中 - 2023年6月にグループからの脱退を正式に表明。現在は所属フリー             |            |            |            |
| V.I        | 朝: 승리 中: 勝利 英: Seungri |            | 日: イ・スンヒョン 朝: 이승현 中: 李昇炫 英: Lee Seunghyun    | 1990年12月12日（34歳） 韓国 光州広域市   | 韓国       | - 韓国活動名: スンニ（승리）（日本では「スンリ」と表記することが多い）参照：朝鮮語の音韻#流音の鼻音化 - 2019年3月にバーニング・サン事件によりグループを脱退、芸能界を引退した。 |            |            |            |

## 作品

### 日本での作品

#### シングル
- MY HEAVEN（2009年）
- ガラガラ GO!!（2009年）
- 声をきかせて（2009年）
- Tell Me Goodbye（2010年）
- BEAUTIFUL HANGOVER（2010年）

#### ミニアルバム
- For The World（2008年）
- With U（2008年）
- BIGBANG SPECIAL FINAL IN DOME MEMORIAL COLLECTION（2012年） - ドームツアー記念作品

#### フルアルバム
- NUMBER 1（2008年）
- BIGBANG（2009年）
- BIGBANG 2（2011年）
- ALIVE（2012年）
- ALIVE -MONSTER EDITION-（2012年）
- MADE SERIES（2016年）
- MADE（2017年）

コレクション
- ASIA BEST 2006-2009（2009年）
- THE BEST OF BIGBANG（2011年）
- THE BEST OF BIGBANG 2006-2014（2014年）

#### GAME
- ONLINE GAME サドンアタック “BIGBANG CHARACTER”（2010年）

### 韓国での作品

#### シングル
- First Single Album : BIGBANG（2006年）[60]
- Second Single Album : BIGBANG Is V.I.P（2006年）[61]
- Third Single Album : BIGBANG 03（2006年）[62]
- MADE SERIES : M（2015年）
- MADE SERIES : A（2015年）
- MADE SERIES : D（2015年）
- MADE SERIES : E（2015年）

#### デジタルシングル
- FILA Limited Edition With BIGBANG（2008年）
- LOLLIPOP -with 2NE1（2009年）
- The Shouts of Reds part2 -Feat.kim YuNa（2010年）
- LOLLIPOP Pt.2（2010年）
- FLOWER ROAD（2018年）
- Still Life (2022年)

#### ミニアルバム
- ALWAYS（2007年）
- HOT ISSUE（2007年）
- STAND UP（2008年）
- TONIGHT（2011年）
- TONIGHT -SPECIAL EDITION-（2011年） - リパッケージ版
- ALIVE（2012年）
- STILL ALIVE -SPECIAL EDITION-（2012年） - リパッケージ版

#### フルアルバム
- BIGBANG VOL.1 SINCE 2007（2006年）
- BIGBANG VOL.2 REMEMBER（2008年）
- BIGBANG VOL.3 MADE（2016年）

#### ライブアルバム
- BIGBANG FIRST LIVE CONCERT CD：THE REAL（2007年）
- BIGBANG SECOND LIVE CONCERT CD：THE GREAT（2008年）
- BIGBANG LIVE CONCERT CD：BIG SHOW 2009（2009年）
- BIGBANG LIVE CONCERT CD：BIG SHOW 2010（2010年）
- BIGBANG LIVE CONCERT CD：BIG SHOW 2011（2011年）
- 2012 BIGBANG LIVE CONCERT CD : ALIVE TOUR IN SEOUL（2013年）
- 2013 BIGBANG ALIVE GALAXY TOUR THE FINAL IN SEOUL（2013年）
- 2016 BIGBANG WORLD TOUR [MADE] FINAL IN SEOUL（2016年）

#### OST
- チング（2009年）- MBCドラマ「チング」挿入歌、T.O.P & SOL
- ハレルヤ（2009年）- SBSドラマ「アイリス」挿入歌、G-DRAGON、T.O.P、SOL
- Lunatic（2012年）- ドラマ「What's Up」挿入歌、D-LITE

## 映像作品

### DVD・ブルーレイ

#### 日本
- 2008 BIGBANG GLOBAL WARNING TOUR + SOL 1ST LIVE CONCERT HOT（2009年）
- BIGBANG THE CLIPS VOL.1（2009年）
- STAND UP TOUR '08（2010年）
- 2008 BIGBANG LIVE CONCERT GLOBAL WARNING TOUR（2010年）
- ELECTRIC LOVE TOUR 2010（2010年）
- BIGBANG LOVE & HOPE TOUR 2011 LIVE TRACKS & PHOTO BOOK（2011年）
- BIGBANG PRESENTS LOVE & HOPE TOUR 2011（2011年）
- BIGBANG's ALIVE 2012 MAKING COLLECTION（2012年）
- 2012 BIGBANG ALIVE TOUR IN SEOUL（2013年）
- BIGBANG BEST MUSIC VIDEO  COLLECTION 2006-2012 -KOREA EDITION-（2013年）
- BIGBANG ALIVE TOUR 2012 IN JAPAN SPECIAL FINAL IN DOME（2013年）
- 2012〜2013 BIGBANG ALIVE GALAXY TOUR DVD [THE FINAL IN SEOUL & WORLD TOUR]（2013年）
- BIGBANG FANCLUB EVENT 2012 〜FANTASTIC BABYS〜（2014年）
- BIGBANG JAPAN DOME TOUR 2013〜2014 "+α"（2014年）
- 2014 BIGBANG +α CONCERT IN SEOUL（2014年）
- BIGBANG EARLY DAYS in Japan 〜filmed by MEZAMASHI TV〜（2014年）
- BIGBANG FANCLUB EVENT 2014 〜FANTASTIC BABYS〜（2015年）
- BIGBANG'S 2015 WELCOMING COLLECTION DVD（2015年）
- BIGBANG JAPAN DOME TOUR 2014〜2015 "X"（2015年）
- 2015 BIGBANG WORLD TOUR [MADE] IN SEOUL（2016年）
- BIGBANG WORLD TOUR 2015〜2016 [MADE] IN JAPAN（2016年）
- BIGBANG'S 2016 WELCOMING COLLECTION DVD（2016年）
- BIGBANG WORLD TOUR 2015〜2016 [MADE] IN JAPAN : THE FINAL（2016年）
- BIGBANG10 THE CONCERT : 0.TO.10 IN JAPAN + BIGBANG10 THE MOVIE BIGBANG MADE（2016年）
- BIGBANG10 THE CONCERT : 0.TO.10 IN SEOUL（2017年）
- BIGBANG10 THE CONCERT : 0.TO.10 -THE FINAL-（2017年）
- BIGBANG'S 2017 WELCOMING COLLECTION DVD（2017年）
- BIGBANG SPECIAL EVENT 2017（2018年）
- BIGBANG JAPAN DOME TOUR 2017 -LAST DANCE-（2018年）
- BIGBANG JAPAN DOME TOUR 2017 -LAST DANCE-:THE FINAL（2018年）

#### 韓国
- BIGBANG FIRST LIVE CONCERT LIVE DVD：THE REAL（2007年）
- BIGBANG SECOND LIVE CONCERT LIVE DVD：THE GREAT（2008年）
- 2008 BIGBANG GLOBAL WARNING TOUR  + TAEYANG 1ST CONCERT DVD（2009年）
- 2009 BIGBANG LIVE CONCERT BIG SHOW（2009年）
- 2010 BIGBANG LIVE CONCERT BIG SHOW（2010年）
- 2011 BIGBANG LIVE CONCERT BIG SHOW（2011年）
- BIGBANG's ALIVE 2012 MAKING COLLECTION（2012年）
- 2012 BIGBANG ALIVE TOUR IN SEOUL LIVE DVD（2013年）
- BIGBANG BEST MUSIC VIDEO COLLECTION 2006〜2012 -KOREA EDITION-（2013年）
- BIGBANG BEST MUSIC VIDEO MAKING FILM COLLECTION 2006〜2012 -KOREA EDITION-（2013年）
- 2013 BIGBANG ALIVE GALAXY TOUR THE FINAL IN SEOUL LIVE DVD（2013年）
- 2012〜2013 BIGBANG ALIVE GALAXY WORLD TOUR（2013年）
- 2014 BIGBANG + α CONCERT IN SEOUL LIVE DVD（2014年）
- 2015 BIGBANG WORLD TOUR [MADE] IN SEOUL LIVE DVD（2015年）
- 2016 BIGBANG WORLD TOUR [MADE] FINAL IN SEOUL LIVE DVD（2016年）
- BIGBANG10 THE MOVIE BIGBANG MADE DVD/BLU-RAY FULL PACKAGE BOX（2016年）
- BIGBANG10 THE CONCERT : 0.TO.10 IN SEOUL（2017年）
- BIGBANG10 THE CONCERT : 0.TO.10 FINAL IN SEOUL（2017年）
- Blu-ray2枚組+LIVE CD2枚組+PHOTO BOOK（2017年）
- BIGBANG JAPAN DOME TOUR 2017 -LAST DANCE- : THE FINAL（2018年）

## 書籍

### 写真集
1. ELECTRIC LOVE TOUR 2010（2010年、幻冬舎、ISBN 978-4344018860）
2. Extraordinary 20's（2012年、YG Entertainment）
3. BIGBANG10 THE MOVIE “BIGBANG MADE” PROGRAM BOOK（2016年、YG Entertainment）

## 公演

### コンサート

#### 1st Live Concert - The REAL
| 日期   | 日期     | 都市   | 国   | 会場                   |
| ------ | -------- | ------ | ---- | ---------------------- |
| 2006年 | 12月30日 | ソウル | 韓国 | オリンピック体操競技場 |

#### WANT YOU TOUR
| 日期   | 日期    | 都市 | 国   |
| ------ | ------- | ---- | ---- |
| 2007年 | 5月15日 | 仁川 | 韓国 |
| 2007年 | 5月25日 | 大邱 | 韓国 |
| 2007年 | 5月30日 | 昌原 | 韓国 |
| 2007年 | 6月17日 | 全州 | 韓国 |
| 2007年 | 7月15日 | 釜山 | 韓国 |

#### 2nd Live Concert - The GREAT
| 日期   | 日期     | 都市   | 国   | 会場                   |
| ------ | -------- | ------ | ---- | ---------------------- |
| 2007年 | 12月28日 | ソウル | 韓国 | オリンピック体操競技場 |
| 2007年 | 12月29日 | ソウル | 韓国 | オリンピック体操競技場 |
| 2007年 | 12月30日 | ソウル | 韓国 | オリンピック体操競技場 |

#### GLOBAL WARNING TOUR
| 日期   | 日期    | 都市         | 国           | 会場                                       |
| ------ | ------- | ------------ | ------------ | ------------------------------------------ |
| 2008年 | 3月28日 | 東京         | 日本         | JCBホール                                  |
| 2008年 | 3月29日 | 東京         | 日本         | JCBホール                                  |
| 2008年 | 4月12日 | 釜山         | 韓国         | 釜山展覧コンベンションセンター             |
| 2008年 | 4月27日 | 光州         | 韓国         | 金大中コンベンションセンター駅             |
| 2008年 | 5月11日 | 原州         | 韓国         | ウォンジュ・チアック体育館                 |
| 2008年 | 5月28日 | 大邱         | 韓国         | EXCO                                       |
| 2008年 | 6月7日  | バンコク     | タイ王国     | フアマーク・インドアスタジアム             |
| 2008年 | 6月21日 | ソウル       | 韓国         | オリンピック体操競技場                     |
| 2008年 | 6月22日 | ソウル       | 韓国         | オリンピック体操競技場                     |
| 2008年 | 7月1日  | シンガポール | シンガポール | ジャラン・ベサール・スタジアム             |
| 2008年 | 7月3日  | バンドン     | インドネシア | ジャラック・ハルパット・ソラン・スタジアム |
| 2008年 | 7月5日  | 釜山         | 韓国         | サジク・アリーナ                           |
| 2008年 | 7月7日  | 加平         | 韓国         | チョンシム平和アリーナ                     |
| 2008年 | 7月9日  | 清道         | 韓国         | 清島闘牛場                                 |
| 2008年 | 7月10日 | 清道         | 韓国         | 清島闘牛場                                 |
| 2008年 | 7月14日 | 釜山         | 韓国         | 釜山アジアド主競技場                       |
| 2008年 | 7月15日 | 釜山         | 韓国         | 釜山アジアド主競技場                       |
| 2008年 | 7月16日 | 釜山         | 韓国         | 釜山アジアド主競技場                       |

#### STAND UP TOUR '08
| 日期   | 日期     | 都市   | 国   | 会場                      |
| ------ | -------- | ------ | ---- | ------------------------- |
| 2008年 | 10月28日 | 大阪   | 日本 | 大阪厚生年金会館          |
| 2008年 | 10月29日 | 名古屋 | 日本 | 中京大学文化市民会館      |
| 2008年 | 11月1日  | 千葉   | 日本 | 幕張メッセ イベントホール |

#### BIG SHOW 2009
| 日期   | 日期    | 都市   | 国   | 会場                   |
| ------ | ------- | ------ | ---- | ---------------------- |
| 2009年 | 1月30日 | ソウル | 韓国 | オリンピック体操競技場 |
| 2009年 | 1月31日 | ソウル | 韓国 | オリンピック体操競技場 |
| 2009年 | 2月1日  | ソウル | 韓国 | オリンピック体操競技場 |

#### BIG SHOW 2010
| 日期   | 日期    | 都市   | 国   | 会場                   |
| ------ | ------- | ------ | ---- | ---------------------- |
| 2010年 | 1月29日 | ソウル | 韓国 | オリンピック体操競技場 |
| 2010年 | 1月30日 | ソウル | 韓国 | オリンピック体操競技場 |
| 2010年 | 1月31日 | ソウル | 韓国 | オリンピック体操競技場 |

#### ELECTRIC LOVE TOUR 2010
| 日期   | 日期    | 都市 | 国   | 会場               |
| ------ | ------- | ---- | ---- | ------------------ |
| 2010年 | 2月10日 | 横浜 | 日本 | 横浜アリーナ       |
| 2010年 | 2月11日 | 横浜 | 日本 | 横浜アリーナ       |
| 2010年 | 2月13日 | 神戸 | 日本 | ワールド記念ホール |
| 2010年 | 2月14日 | 神戸 | 日本 | ワールド記念ホール |
| 2010年 | 2月16日 | 東京 | 日本 | 日本武道館         |
| 2010年 | 2月17日 | 東京 | 日本 | 日本武道館         |

#### BIG SHOW 2011
| 日期   | 日期    | 都市   | 国   | 会場                   |
| ------ | ------- | ------ | ---- | ---------------------- |
| 2011年 | 1月25日 | ソウル | 韓国 | オリンピック体操競技場 |
| 2011年 | 1月26日 | ソウル | 韓国 | オリンピック体操競技場 |
| 2011年 | 1月27日 | ソウル | 韓国 | オリンピック体操競技場 |

#### LOVE & HOPE TOUR 2011
| 日期   | 日期    | 都市   | 国   | 会場               |
| ------ | ------- | ------ | ---- | ------------------ |
| 2011年 | 5月10日 | 大阪   | 日本 | 大阪城ホール       |
| 2011年 | 5月11日 | 大阪   | 日本 | 大阪城ホール       |
| 2011年 | 5月13日 | 千葉   | 日本 | 幕張メッセ         |
| 2011年 | 5月14日 | 千葉   | 日本 | 幕張メッセ         |
| 2011年 | 5月15日 | 千葉   | 日本 | 幕張メッセ         |
| 2011年 | 5月17日 | 名古屋 | 日本 | 名古屋市総合体育館 |
| 2011年 | 5月18日 | 名古屋 | 日本 | 名古屋市総合体育館 |
| 2011年 | 5月19日 | 名古屋 | 日本 | 名古屋市総合体育館 |

#### BIGBANG ALIVE TOUR 2012～2013
| 日期                                           | 日期     | 都市             | 国・地域     | 会場                               |
| ---------------------------------------------- | -------- | ---------------- | ------------ | ---------------------------------- |
| 2012年                                         | 3月2日   | ソウル           | 韓国         | オリンピック体操競技場             |
| 2012年                                         | 3月3日   | ソウル           | 韓国         | オリンピック体操競技場             |
| 2012年                                         | 3月4日   | ソウル           | 韓国         | オリンピック体操競技場             |
| 2012年                                         | 5月17日  | 名古屋           | 日本         | 名古屋市総合体育館                 |
| 2012年                                         | 5月18日  | 名古屋           | 日本         | 名古屋市総合体育館                 |
| 2012年                                         | 5月25日  | 横浜             | 日本         | 横浜アリーナ                       |
| 2012年                                         | 5月26日  | 横浜             | 日本         | 横浜アリーナ                       |
| 2012年                                         | 5月27日  | 横浜             | 日本         | 横浜アリーナ                       |
| 2012年                                         | 5月31日  | 大阪             | 日本         | 大阪城ホール                       |
| 2012年                                         | 6月1日   | 大阪             | 日本         | 大阪城ホール                       |
| 2012年                                         | 6月2日   | 大阪             | 日本         | 大阪城ホール                       |
| 2012年                                         | 6月3日   | 大阪             | 日本         | 大阪城ホール                       |
| 2012年                                         | 6月16日  | さいたま         | 日本         | さいたまスーパーアリーナ           |
| 2012年                                         | 6月17日  | さいたま         | 日本         | さいたまスーパーアリーナ           |
| 2012年                                         | 6月23日  | 福岡             | 日本         | マリンメッセ福岡                   |
| 2012年                                         | 6月24日  | 福岡             | 日本         | マリンメッセ福岡                   |
| 2012年                                         | 7月21日  | 上海             | 中国         | 上海万博文化センター               |
| 2012年                                         | 7月28日  | 広州             | 中国         | 広州国際体育演芸中心               |
| 2012年                                         | 8月4日   | 北京             | 中国         | 北京萬事達中心                     |
| 2012年                                         | 9月28日  | シンガポール     | シンガポール | シンガポール・インドア・スタジアム |
| 2012年                                         | 9月29日  | シンガポール     | シンガポール | シンガポール・インドア・スタジアム |
| 2012年                                         | 10月5日  | バンコク         | タイ王国     | インパクト・アリーナ               |
| 2012年                                         | 10月6日  | バンコク         | タイ王国     | インパクト・アリーナ               |
| 2012年                                         | 10月12日 | ジャカルタ       | インドネシア | マタ・エラン国際スタジアム         |
| 2012年                                         | 10月13日 | ジャカルタ       | インドネシア | マタ・エラン国際スタジアム         |
| 2012年                                         | 10月20日 | 台北             | 台湾         | 台北アリーナ                       |
| 2012年                                         | 10月21日 | 台北             | 台湾         | 台北アリーナ                       |
| 2012年                                         | 10月24日 | マニラ           | フィリピン   | モール・オブ・アジア・アリーナ     |
| 2012年                                         | 10月27日 | クアラルンプール | マレーシア   | ムルデカ・スタジアム               |
| 2012年                                         | 11月2日  | アナハイム       | アメリカ     | ホンダセンター                     |
| 2012年                                         | 11月3日  | アナハイム       | アメリカ     | ホンダセンター                     |
| 2012年                                         | 11月8日  | ニューアーク     | アメリカ     | プルデンシャル・センター           |
| 2012年                                         | 11月9日  | ニューアーク     | アメリカ     | プルデンシャル・センター           |
| 2012年                                         | 11月14日 | リマ             | ペルー       | ペルー・ジョッキークラブ           |
| 2012年                                         | 11月23日 | 大阪             | 日本         | 京セラドーム大阪                   |
| 2012年                                         | 11月24日 | 大阪             | 日本         | 京セラドーム大阪                   |
| 2012年                                         | 12月5日  | 東京             | 日本         | 東京ドーム                         |
| 2012年                                         | 12月8日  | 香港             | 中国         | アジアワールド・アリーナ           |
| 2012年                                         | 12月9日  | 香港             | 中国         | アジアワールド・アリーナ           |
| 2012年                                         | 12月10日 | 香港             | 中国         | アジアワールド・アリーナ           |
| 2012年                                         | 12月14日 | ロンドン         | イングランド | ウェンブリー・アリーナ             |
| 2012年                                         | 12月15日 | ロンドン         | イングランド | ウェンブリー・アリーナ             |
| 2012年                                         | 12月22日 | 福岡             | 日本         | 福岡 Yahoo! JAPANドーム            |
| 2013年                                         | 1月12日  | 大阪             | 日本         | 京セラドーム大阪                   |
| 2013年                                         | 1月13日  | 大阪             | 日本         | 京セラドーム大阪                   |
| BIGBANG ALIVE GALAXY TOUR - THE FINAL IN SEOUL |          |                  |              |                                    |
| 2013年                                         | 1月25日  | ソウル           | 韓国         | オリンピック体操競技場             |
| 2013年                                         | 1月26日  | ソウル           | 韓国         | オリンピック体操競技場             |
| 2013年                                         | 1月27日  | ソウル           | 韓国         | オリンピック体操競技場             |
| 合計                                           |          |                  |              |                                    |

#### BIGBANG JAPAN DOME TOUR 2013～2014 "+a"
| 日期   | 日期     | 都市   | 国   | 会場                 | オープニングアクト |
| ------ | -------- | ------ | ---- | -------------------- | ------------------ |
| 2013年 | 11月16日 | 所沢   | 日本 | 西武ドーム           | WINNER             |
| 2013年 | 11月17日 | 所沢   | 日本 | 西武ドーム           | WINNER             |
| 2013年 | 11月29日 | 大阪   | 日本 | 京セラドーム大阪     | WINNER             |
| 2013年 | 11月30日 | 大阪   | 日本 | 京セラドーム大阪     | WINNER             |
| 2013年 | 12月1日  | 大阪   | 日本 | 京セラドーム大阪     | WINNER             |
| 2013年 | 12月7日  | 福岡   | 日本 | 福岡 ヤフオク!ドーム | WINNER             |
| 2013年 | 12月8日  | 福岡   | 日本 | 福岡 ヤフオク!ドーム | WINNER             |
| 2013年 | 12月14日 | 名古屋 | 日本 | ナゴヤドーム         | WINNER             |
| 2013年 | 12月15日 | 名古屋 | 日本 | ナゴヤドーム         | WINNER             |
| 2013年 | 12月19日 | 東京   | 日本 | 東京ドーム           | WINNER             |
| 2013年 | 12月20日 | 東京   | 日本 | 東京ドーム           | WINNER             |
| 2013年 | 12月21日 | 東京   | 日本 | 東京ドーム           | WINNER             |
| 2014年 | 1月4日   | 札幌   | 日本 | 札幌ドーム           | WINNER             |
| 2014年 | 1月11日  | 大阪   | 日本 | 京セラドーム大阪     | WINNER             |
| 2014年 | 1月12日  | 大阪   | 日本 | 京セラドーム大阪     | WINNER             |
| 2014年 | 1月13日  | 大阪   | 日本 | 京セラドーム大阪     | WINNER             |

#### 2014 BIGBANG +α in Seoul
| 日期   | 日期    | 都市   | 国   | 会場                   |
| ------ | ------- | ------ | ---- | ---------------------- |
| 2014年 | 1月24日 | ソウル | 韓国 | オリンピック体操競技場 |
| 2014年 | 1月25日 | ソウル | 韓国 | オリンピック体操競技場 |
| 2014年 | 1月26日 | ソウル | 韓国 | オリンピック体操競技場 |

#### BIGBANG JAPAN DOME TOUR 2014～2015 "X"
| 日期   | 日期     | 都市   | 国   | 会場                 | オープニングアクト |
| ------ | -------- | ------ | ---- | -------------------- | ------------------ |
| 2014年 | 11月15日 | 名古屋 | 日本 | ナゴヤドーム         | iKON               |
| 2014年 | 11月16日 | 名古屋 | 日本 | ナゴヤドーム         | iKON               |
| 2014年 | 11月20日 | 大阪   | 日本 | 京セラドーム大阪     | iKON               |
| 2014年 | 11月21日 | 大阪   | 日本 | 京セラドーム大阪     | iKON               |
| 2014年 | 11月22日 | 大阪   | 日本 | 京セラドーム大阪     | iKON               |
| 2014年 | 11月23日 | 大阪   | 日本 | 京セラドーム大阪     | iKON               |
| 2014年 | 12月6日  | 福岡   | 日本 | 福岡 ヤフオク!ドーム | iKON               |
| 2014年 | 12月7日  | 福岡   | 日本 | 福岡 ヤフオク!ドーム | iKON               |
| 2014年 | 12月20日 | 札幌   | 日本 | 札幌ドーム           | iKON               |
| 2014年 | 12月25日 | 東京   | 日本 | 東京ドーム           | iKON               |
| 2014年 | 12月26日 | 東京   | 日本 | 東京ドーム           | iKON               |
| 2014年 | 12月27日 | 東京   | 日本 | 東京ドーム           | iKON               |
| 2015年 | 1月16日  | 大阪   | 日本 | 京セラドーム         | iKON               |
| 2015年 | 1月17日  | 大阪   | 日本 | 京セラドーム         | iKON               |
| 2015年 | 1月18日  | 大阪   | 日本 | 京セラドーム         | iKON               |

#### BIGBANG WORLD TOUR 2015～2016 [MADE]
| 日期                                          | 日期     | 都市             | 国・地域       | 会場                                          |
| --------------------------------------------- | -------- | ---------------- | -------------- | --------------------------------------------- |
| 2015年                                        | 4月25日  | ソウル           | 韓国           | オリンピック体操競技場                        |
| 2015年                                        | 4月26日  | ソウル           | 韓国           | オリンピック体操競技場                        |
| 2015年                                        | 5月30日  | 広州             | 中国           | 広州国際体育演芸中心                          |
| 2015年                                        | 5月31日  | 広州             | 中国           | 広州国際体育演芸中心                          |
| 2015年                                        | 6月5日   | 北京             | 中国           | 北京萬事達中心                                |
| 2015年                                        | 6月6日   | 北京             | 中国           | 北京萬事達中心                                |
| 2015年                                        | 6月12日  | 香港             | 中国           | Asia World Expo Arena                         |
| 2015年                                        | 6月13日  | 香港             | 中国           | Asia World Expo Arena                         |
| 2015年                                        | 6月14日  | 香港             | 中国           | Asia World Expo Arena                         |
| 2015年                                        | 6月19日  | 上海             | 中国           | 上海万博文化センター                          |
| 2015年                                        | 6月20日  | 上海             | 中国           | 上海万博文化センター                          |
| 2015年                                        | 6月21日  | 上海             | 中国           | 上海万博文化センター                          |
| 2015年                                        | 6月26日  | 大連             | 中国           | 中生スポーツセンター                          |
| 2015年                                        | 6月28日  | 武漢             | 中国           | 武漢体育館                                    |
| 2015年                                        | 7月11日  | バンコク         | タイ           | インパクト・アリーナ                          |
| 2015年                                        | 7月12日  | バンコク         | タイ           | インパクト・アリーナ                          |
| 2015年                                        | 7月18日  | シンガポール     | シンガポール   | シンガポール・インドア・スタジアム            |
| 2015年                                        | 7月19日  | シンガポール     | シンガポール   | シンガポール・インドア・スタジアム            |
| 2015年                                        | 7月24日  | クアラルンプール | マレーシア     | プトラ・インドア・スタジアム                  |
| 2015年                                        | 7月25日  | クアラルンプール | マレーシア     | プトラ・インドア・スタジアム                  |
| 2015年                                        | 7月30日  | マニラ           | フィリピン     | モール・オブ・アジア・アリーナ                |
| 2015年                                        | 8月1日   | ジャカルタ       | インドネシア   | インドネシアコンベンション&エキシビション     |
| 2015年                                        | 8月7日   | 深圳             | 中国           | 深圳湾体育中心                                |
| 2015年                                        | 8月9日   | 南京             | 中国           | 南京奥林匹克体育中心                          |
| 2015年                                        | 8月14日  | 成都             | 中国           | 成都体育中心                                  |
| 2015年                                        | 8月25日  | 杭州             | 中国           | 杭州黄龍体育中心                              |
| 2015年                                        | 8月28日  | 長沙             | 中国           | 湖南国際コンベンション&エキシビションセンター |
| 2015年                                        | 8月30日  | 重慶             | 中国           | 重慶国際博覧センター                          |
| 2015年                                        | 9月24日  | 台北             | 台湾           | 台北アリーナ                                  |
| 2015年                                        | 9月25日  | 台北             | 台湾           | 台北アリーナ                                  |
| 2015年                                        | 9月26日  | 台北             | 台湾           | 台北アリーナ                                  |
| 2015年                                        | 9月27日  | 台北             | 台湾           | 台北アリーナ                                  |
| 2015年                                        | 10月2日  | ラスベガス       | アメリカ       | マンダレイ・ベイ・イベント・センター          |
| 2015年                                        | 10月3日  | ロサンゼルス     | アメリカ       | ステイプルズ・センター                        |
| 2015年                                        | 10月4日  | アナハイム       | アメリカ       | ホンダセンター                                |
| 2015年                                        | 10月7日  | メキシコ         | メキシコシティ | アレナ・シウダ・デ・メヒコ                    |
| 2015年                                        | 10月10日 | ニューアーク     | アメリカ       | プルデンシャル・センター                      |
| 2015年                                        | 10月11日 | ニューアーク     | アメリカ       | プルデンシャル・センター                      |
| 2015年                                        | 10月13日 | トロント         | カナダ         | エア・カナダ・センター                        |
| 2015年                                        | 10月17日 | シドニー         | オーストラリア | シドニー・スーパードーム                      |
| 2015年                                        | 10月18日 | シドニー         | オーストラリア | シドニー・スーパードーム                      |
| 2015年                                        | 10月21日 | メルボルン       | オーストラリア | ロッド・レーバー・アリーナ                    |
| 2015年                                        | 10月23日 | コタイ（澳门）   | 中国           | コタイ・アリーナ                              |
| 2015年                                        | 10月24日 | コタイ（澳门）   | 中国           | コタイ・アリーナ                              |
| 2015年                                        | 10月25日 | コタイ（澳门）   | 中国           | コタイ・アリーナ                              |
| BIGBANG WORLD TOUR 2015～2016 [MADE] IN JAPAN |          |                  |                |                                               |
| 2015年                                        | 11月12日 | 東京             | 日本           | 東京ドーム                                    |
| 2015年                                        | 11月13日 | 東京             | 日本           | 東京ドーム                                    |
| 2015年                                        | 11月14日 | 東京             | 日本           | 東京ドーム                                    |
| 2015年                                        | 11月15日 | 東京             | 日本           | 東京ドーム                                    |
| 2015年                                        | 11月20日 | 大阪             | 日本           | 京セラドーム大阪                              |
| 2015年                                        | 11月21日 | 大阪             | 日本           | 京セラドーム大阪                              |
| 2015年                                        | 11月22日 | 大阪             | 日本           | 京セラドーム大阪                              |
| 2015年                                        | 11月28日 | 福岡             | 日本           | 福岡 ヤフオク!ドーム                          |
| 2015年                                        | 11月29日 | 福岡             | 日本           | 福岡 ヤフオク!ドーム                          |
| 2015年                                        | 12月5日  | 名古屋           | 日本           | ナゴヤドーム                                  |
| 2015年                                        | 12月6日  | 名古屋           | 日本           | ナゴヤドーム                                  |
| 2016年                                        | 1月9日   | 大阪             | 日本           | 京セラドーム大阪                              |
| 2016年                                        | 1月10日  | 大阪             | 日本           | 京セラドーム大阪                              |
| 2016年                                        | 1月11日  | 大阪             | 日本           | 京セラドーム大阪                              |
| 2016年                                        | 2月6日   | 福岡             | 日本           | 福岡 ヤフオク!ドーム                          |
| 2016年                                        | 2月7日   | 福岡             | 日本           | 福岡 ヤフオク!ドーム                          |
| 2016年                                        | 2月23日  | 東京             | 日本           | 東京ドーム                                    |
| 2016年                                        | 2月24日  | 東京             | 日本           | 東京ドーム                                    |
| BIGBANG WORLD TOUR [MADE] FINAL IN SEOUL      |          |                  |                |                                               |
| 2016年                                        | 3月4日   | ソウル           | 韓国           | オリンピック体操競技場                        |
| 2016年                                        | 3月5日   | ソウル           | 韓国           | オリンピック体操競技場                        |
| 2016年                                        | 3月6日   | ソウル           | 韓国           | オリンピック体操競技場                        |
| 合計                                          |          |                  |                |                                               |

#### BIGBANG10 THE CONCERT: 0.TO.10
| 日期                                               | 日期     | 都市   | 国   | 会場                       |
| -------------------------------------------------- | -------- | ------ | ---- | -------------------------- |
| BIGBANG10 THE CONCERT : 0.TO.10 IN JAPAN           |          |        |      |                            |
| 2016年                                             | 7月29日  | 大阪   | 日本 | ヤンマースタジアム長居     |
| 2016年                                             | 7月30日  | 大阪   | 日本 | ヤンマースタジアム長居     |
| 2016年                                             | 7月31日  | 大阪   | 日本 | ヤンマースタジアム長居     |
| BIGBANG10 THE CONCERT : 0.TO.10 IN SEOUL           |          |        |      |                            |
| 2016年                                             | 8月20日  | ソウル | 韓国 | ソウルワールドカップ競技場 |
| BIGBANG10 THE CONCERT : 0.TO.10 -THE FINAL-        |          |        |      |                            |
| 2016年                                             | 11月5日  | 東京   | 日本 | 東京ドーム                 |
| 2016年                                             | 11月6日  | 東京   | 日本 | 東京ドーム                 |
| 2016年                                             | 11月19日 | 福岡   | 日本 | 福岡 ヤフオク!ドーム       |
| 2016年                                             | 11月20日 | 福岡   | 日本 | 福岡 ヤフオク!ドーム       |
| 2016年                                             | 11月25日 | 大阪   | 日本 | 京セラドーム大阪           |
| 2016年                                             | 11月26日 | 大阪   | 日本 | 京セラドーム大阪           |
| 2016年                                             | 11月27日 | 大阪   | 日本 | 京セラドーム大阪           |
| 2016年                                             | 12月2日  | 名古屋 | 日本 | ナゴヤドーム               |
| 2016年                                             | 12月3日  | 名古屋 | 日本 | ナゴヤドーム               |
| 2016年                                             | 12月4日  | 名古屋 | 日本 | ナゴヤドーム               |
| 2016年                                             | 12月9日  | 福岡   | 日本 | 福岡 ヤフオク!ドーム       |
| 2016年                                             | 12月10日 | 福岡   | 日本 | 福岡 ヤフオク!ドーム       |
| 2016年                                             | 12月11日 | 福岡   | 日本 | 福岡 ヤフオク!ドーム       |
| 2016年                                             | 12月27日 | 大阪   | 日本 | 京セラドーム大阪           |
| 2016年                                             | 12月28日 | 大阪   | 日本 | 京セラドーム大阪           |
| 2016年                                             | 12月29日 | 大阪   | 日本 | 京セラドーム大阪           |
| BIGBANG10 THE CONCERT : 0.TO.10 FINAL IN SEOUL     |          |        |      |                            |
| 2017年                                             | 1月7日   | ソウル | 韓国 | 高尺スカイドーム           |
| 2017年                                             | 1月8日   | ソウル | 韓国 | 高尺スカイドーム           |
| BIGBANG10 THE CONCERT : 0.TO.10 FINAL IN HONG KONG |          |        |      |                            |
| 2017年                                             | 1月21日  | 香港   | 中国 | 東九龍クルーズターミナル   |
| 2017年                                             | 1月22日  | 香港   | 中国 | 東九龍クルーズターミナル   |

#### BIGBANG JAPAN DOME TOUR 2017 -LAST DANCE-
| 日期   | 日期     | 都市   | 国   | 会場                 |
| ------ | -------- | ------ | ---- | -------------------- |
| 2017年 | 11月18日 | 福岡   | 日本 | 福岡 ヤフオク!ドーム |
| 2017年 | 11月19日 | 福岡   | 日本 | 福岡 ヤフオク!ドーム |
| 2017年 | 11月23日 | 大阪   | 日本 | 京セラドーム大阪     |
| 2017年 | 11月24日 | 大阪   | 日本 | 京セラドーム大阪     |
| 2017年 | 11月25日 | 大阪   | 日本 | 京セラドーム大阪     |
| 2017年 | 12月2日  | 名古屋 | 日本 | ナゴヤドーム         |
| 2017年 | 12月3日  | 名古屋 | 日本 | ナゴヤドーム         |
| 2017年 | 12月6日  | 東京   | 日本 | 東京ドーム           |
| 2017年 | 12月7日  | 東京   | 日本 | 東京ドーム           |
| 2017年 | 12月13日 | 東京   | 日本 | 東京ドーム           |
| 2017年 | 12月21日 | 大阪   | 日本 | 京セラドーム大阪     |
| 2017年 | 12月22日 | 大阪   | 日本 | 京セラドーム大阪     |
| 2017年 | 12月23日 | 大阪   | 日本 | 京セラドーム大阪     |
| 2017年 | 12月24日 | 大阪   | 日本 | 京セラドーム大阪     |

#### BIGBANG 2017 CONCERT LAST DANCE IN SEOUL
| 日期   | 日期     | 都市   | 国   | 会場             |
| ------ | -------- | ------ | ---- | ---------------- |
| 2017年 | 12月30日 | ソウル | 韓国 | 高尺スカイドーム |
| 2017年 | 12月31日 | ソウル | 韓国 | 高尺スカイドーム |

#### YG FAMILY TOUR

##### YG Family 15th Anniversary Concert
| 日期                            | 日期                            | 都市                            | 国                              | 会場                            |
| 2011 YG Family Concert in Seoul | 2011 YG Family Concert in Seoul | 2011 YG Family Concert in Seoul | 2011 YG Family Concert in Seoul | 2011 YG Family Concert in Seoul |
| ------------------------------- | ------------------------------- | ------------------------------- | ------------------------------- | ------------------------------- |
| 2011年                          | 12月3日                         | ソウル                          | 韓国                            | オリンピック体操競技場          |
| 2011年                          | 12月4日                         | ソウル                          | 韓国                            | オリンピック体操競技場          |
| 2012 YG Family Concert in Japan |                                 |                                 |                                 |                                 |
| 2012年                          | 1月7日                          | 大阪                            | 日本                            | 京セラドーム大阪                |
| 2012年                          | 1月8日                          | 大阪                            | 日本                            | 京セラドーム大阪                |
| 2012年                          | 1月21日                         | 埼玉                            | 日本                            | さいたまスーパーアリーナ        |
| 2012年                          | 1月22日                         | 埼玉                            | 日本                            | さいたまスーパーアリーナ        |

##### YG FAMILY 2014 WORLD TOUR: POWER
| 日期   | 日期     | 都市         | 国・地域     | 会場                               |
| ------ | -------- | ------------ | ------------ | ---------------------------------- |
| 2014年 | 4月12日  | 大阪         | 日本         | 京セラドーム大阪                   |
| 2014年 | 4月13日  | 大阪         | 日本         | 京セラドーム大阪                   |
| 2014年 | 5月3日   | 東京         | 日本         | 東京ドーム                         |
| 2014年 | 5月4日   | 東京         | 日本         | 東京ドーム                         |
| 2014年 | 8月15日  | ソウル       | 韓国         | オリンピック体操競技場             |
| 2014年 | 8月30日  | 上海         | 中国         | 上海スタジアム                     |
| 2014年 | 9月13日  | シンガポール | シンガポール | シンガポール・インドア・スタジアム |
| 2014年 | 9月14日  | シンガポール | シンガポール | シンガポール・インドア・スタジアム |
| 2014年 | 10月19日 | 北京         | 中国         | 北京工人体育場                     |
| 2014年 | 10月25日 | 桃園         | 台湾         | 桃園県スタジアム                   |

### ファンミーティング

#### 2012
- BIGBANG FANCLUB EVENT 2012 ～FANTASTIC BABYS～

| 日期   | 日期   | 都市 | 国   | 会場               |
| ------ | ------ | ---- | ---- | ------------------ |
| 2012年 | 7月1日 | 神戸 | 日本 | ワールド記念ホール |
| 2012年 | 7月3日 | 東京 | 日本 | 日本武道館         |

#### 2014
- BIGBANG FANCLUB EVENT 2014 ～FANTASTIC BABYS～

| 日期   | 日期    | 都市   | 国   | 会場               |
| ------ | ------- | ------ | ---- | ------------------ |
| 2014年 | 2月11日 | 福岡   | 日本 | 福岡国際会議場     |
| 2014年 | 2月18日 | 横浜   | 日本 | 横浜アリーナ       |
| 2014年 | 2月19日 | 横浜   | 日本 | 横浜アリーナ       |
| 2014年 | 2月22日 | 神戸   | 日本 | ワールド記念ホール |
| 2014年 | 2月23日 | 神戸   | 日本 | ワールド記念ホール |
| 2014年 | 2月25日 | 名古屋 | 日本 | 名古屋市総合体育館 |
| 2014年 | 2月26日 | 名古屋 | 日本 | 名古屋市総合体育館 |

- BIGBANG Fan Meeting 〜Be My Valentine〜

| 日期   | 日期    | 都市 | 会場                                      |
| ------ | ------- | ---- | ----------------------------------------- |
| 2014年 | 2月15日 | 香港 | 香港コンベンション&エキシビションセンター |

- BIGBANG Fan Meeting 〜Be My Sweetheart 〜

| 日期   | 日期   | 都市 | 会場                         |
| ------ | ------ | ---- | ---------------------------- |
| 2014年 | 3月8日 | 桃園 | 国立台湾体育大学リンコドーム |

- BIGBANG  Fan Meeting 〜Thinking Of You〜

| 日期   | 日期     | 都市         | 国           | 会場                               |
| ------ | -------- | ------------ | ------------ | ---------------------------------- |
| 2014年 | 3月15日  | シンガポール | シンガポール | シンガポール・インドア・スタジアム |
| 2014年 | 3月16日  | セランゴール | マレーシア   | サンウェイ サーフ ビーチ           |
| 2014年 | 5月31日  | 広州         | 中国         |                                    |
| 2014年 | 6月6日   | 成都         | 中国         |                                    |
| 2014年 | 10月18日 | セランゴール | マレーシア   | サンウェイ サーフ ビーチ           |

#### 2016
- BIGBANG VIP 2016北京歌迷见面会

| 日期   | 日期   | 都市 | 国   | 会場           |
| ------ | ------ | ---- | ---- | -------------- |
| 2016年 | 1月1日 | 北京 | 中国 | 北京萬事達中心 |

- 2016 BIGBANG MADE [V.I.P] TOUR

| 日期   | 日期     | 都市             | 国         | 会場                                       |
| ------ | -------- | ---------------- | ---------- | ------------------------------------------ |
| 2016年 | 3月11日  | 上海             | 中国       | メルセデス・ベンツアリーナ                 |
| 2016年 | 3月12日  | 上海             | 中国       | メルセデス・ベンツアリーナ                 |
| 2016年 | 3月13日  | 深圳             | 中国       | 深圳湾体育中心                             |
| 2016年 | 3月17日  | 鄭州             | 中国       | 河南スポーツセンタースタジアム             |
| 2016年 | 3月19日  | 南京             | 中国       | 南京オリンピック・スポーツセンター         |
| 2016年 | 3月20日  | 合肥             | 中国       | 合肥スポーツセンタースタジアム             |
| 2016年 | 3月24日  | 杭州             | 中国       | 杭州黄龍体育中心                           |
| 2016年 | 3月25日  | 南昌             | 中国       | 南昌国際スポーツセンタースタジアム         |
| 2016年 | 3月26日  | 長沙             | 中国       | 長沙和龍スタジアム                         |
| 2016年 | 6月5日   | 天津             | 中国       | 天津オリンピックセンタースタジアム         |
| 2016年 | 6月10日  | 佛山             | 中国       | 佛山センチュリーロータススポーツセンター   |
| 2016年 | 6月12日  | 南宁             | 中国       | 広西スポーツセンターメインスタジアム       |
| 2016年 | 6月24日  | ハルビン         | 中国       | ハルビン国際展示センタースタジアム         |
| 2016年 | 6月26日  | 大連             | 中国       | 大連アリーナ                               |
| 2016年 | 6月30日  | 重慶             | 中国       | 重慶国際博覧センター                       |
| 2016年 | 7月1日   | 重慶             | 中国       | 重慶国際博覧センター                       |
| 2016年 | 7月2日   | 重慶             | 中国       | 重慶国際博覧センター                       |
| 2016年 | 7月3日   | 成都             | 中国       | 成都スポーツセンタースタジアム             |
| 2016年 | 7月7日   | 広州             | 中国       | 広州国際スポーツアリーナ                   |
| 2016年 | 7月8日   | 広州             | 中国       | 広州国際スポーツアリーナ                   |
| 2016年 | 7月9日   | 広州             | 中国       | 広州国際スポーツアリーナ                   |
| 2016年 | 7月10日  | 徐州             | 中国       | 徐州オリンピックスポーツセンタースタジアム |
| 2016年 | 7月12日  | 西安             | 中国       | 陝西省スタジアム                           |
| 2016年 | 7月13日  | 洛陽             | 中国       | 洛陽市スポーツセンタースタジアム           |
| 2016年 | 7月15日  | 北京             | 中国       | 五棵松体育館                               |
| 2016年 | 7月16日  | 北京             | 中国       | 五棵松体育館                               |
| 2016年 | 7月17日  | 北京             | 中国       | 五棵松体育館                               |
| 2016年 | 7月21日  | 中山             | 中国       | 中山体育センタースタジアム                 |
| 2016年 | 7月22日  | 赤鱲角（香港）   | 中国       | アジアワールド・エキスポ                   |
| 2016年 | 7月23日  | 赤鱲角（香港）   | 中国       | アジアワールド・エキスポ                   |
| 2016年 | 7月24日  | 赤鱲角（香港）   | 中国       | アジアワールド・エキスポ                   |
| 2016年 | 9月3日   | コタイ（澳门）   | 中国       | コタイ・アリーナ                           |
| 2016年 | 9月4日   | コタイ（澳门）   | 中国       | コタイ・アリーナ                           |
| 2016年 | 9月11日  | 高雄             | 台湾       | 高雄アリーナ                               |
| 2016年 | 10月1日  | クアラルンプール | マレーシア | ムルデカ・スタジアム                       |
| 2016年 | 10月22日 | ホノルル         | アメリカ   | ニール・S・ブレイズデル・センター          |

- BIGBANG FANCLUB EVENT 2016 ～FANTASTIC BABYS～

| 日期   | 日期    | 都市   | 国   | 会場                     |
| ------ | ------- | ------ | ---- | ------------------------ |
| 2016年 | 4月22日 | 神戸   | 日本 | 神戸ワールド記念ホール   |
| 2016年 | 4月23日 | 神戸   | 日本 | 神戸ワールド記念ホール   |
| 2016年 | 4月24日 | 神戸   | 日本 | 神戸ワールド記念ホール   |
| 2016年 | 4月27日 | 福岡   | 日本 | マリンメッセ福岡         |
| 2016年 | 4月29日 | 名古屋 | 日本 | 名古屋市総合体育館       |
| 2016年 | 4月30日 | 名古屋 | 日本 | 名古屋市総合体育館       |
| 2016年 | 5月1日  | 名古屋 | 日本 | 名古屋市総合体育館       |
| 2016年 | 5月3日  | 千葉   | 日本 | 幕張メッセイベントホール |
| 2016年 | 5月4日  | 千葉   | 日本 | 幕張メッセイベントホール |
| 2016年 | 5月5日  | 千葉   | 日本 | 幕張メッセイベントホール |
| 2016年 | 5月14日 | 千葉   | 日本 | 幕張メッセイベントホール |
| 2016年 | 5月15日 | 千葉   | 日本 | 幕張メッセイベントホール |
| 2016年 | 5月27日 | 神戸   | 日本 | 神戸ワールド記念ホール   |
| 2016年 | 5月28日 | 神戸   | 日本 | 神戸ワールド記念ホール   |
| 2016年 | 5月29日 | 神戸   | 日本 | 神戸ワールド記念ホール   |

- BIGBANG SPECIAL EVENT -HAJIMARI NO SAYONARA-

| 日期   | 日期     | 都市   | 国   | 会場                 |
| ------ | -------- | ------ | ---- | -------------------- |
| 2016年 | 11月6日  | 東京   | 日本 | 東京ドーム           |
| 2016年 | 11月20日 | 福岡   | 日本 | 福岡 ヤフオク!ドーム |
| 2016年 | 11月26日 | 大阪   | 日本 | 京セラドーム大阪     |
| 2016年 | 12月4日  | 名古屋 | 日本 | ナゴヤドーム         |
| 2016年 | 12月11日 | 福岡   | 日本 | 福岡 ヤフオク!ドーム |
| 2016年 | 12月28日 | 大阪   | 日本 | 京セラドーム大阪     |
| 2016年 | 12月29日 | 大阪   | 日本 | 京セラドーム大阪     |

#### 2017
- BIGBANG SPECIAL EVENT 2017

| 日期   | 日期    | 都市 | 国   | 会場                 |
| ------ | ------- | ---- | ---- | -------------------- |
| 2017年 | 5月27日 | 福岡 | 日本 | 福岡 ヤフオク!ドーム |
| 2017年 | 5月30日 | 東京 | 日本 | 東京ドーム           |
| 2017年 | 5月31日 | 東京 | 日本 | 東京ドーム           |
| 2017年 | 6月3日  | 大阪 | 日本 | 京セラドーム大阪     |
| 2017年 | 6月4日  | 大阪 | 日本 | 京セラドーム大阪     |

- BIGBANG SPECIAL EVENT

| 日期   | 日期     | 都市 | 国   | 会場             |
| ------ | -------- | ---- | ---- | ---------------- |
| 2017年 | 12月13日 | 東京 | 日本 | 東京ドーム       |
| 2017年 | 12月23日 | 大阪 | 日本 | 京セラドーム大阪 |

## 受賞歴
| 年     | 賞 |
| ------ | --- |
| 2006年 | - CYWORLDデジタルミュージックアワード：10月のRookie Of The Month「La-La-La」 |
| 2007年 | - 第22回ゴールデンディスク賞（The 22nd Golden Disk Awards）：本賞 - 第08回大韓民国映像対戦：男子歌手部門 - フォトジェニックスター賞 - CYWORLDデジタルミュージックアワード：12月のSong Of The Month「마지막 인사（LAST FAREWELL）」 - M.net KM Music Festival：今年の歌賞、男子グループ賞、編曲賞 - CYWORLDデジタルミュージックアワード：9月のSong Of The Month「거짓말（LIES）」 - CYWORLDデジタルミュージックアワード：8月のSong Of The Month「거짓말（LIES）」 |
| 2008年 | - 大韓民国文化産業有効文化体育観光部：ユインチョン長官表彰 - 2008第09回大韓民国国会大賞：大衆音楽部門 - CYWORLDデジタルミュージックアワード：11月のSong Of The Month「붉은 노을（Sunset Glow）」 - コスモポリタン100号発刊行事：今年の歌手賞 受賞 - M.net KM Music Festival：今年の歌手賞、男子グルップ賞、デジタル音源賞、ミュージックポータルM.net賞 - 2008 Style Icon Asia：ベスト男子歌手賞 - 第35回韓国放送大賞：新人歌手賞 - CYWORLDデジタルミュージックアワード：8月のSong Of The Month「하루하루（HARU HARU）」 - M.net 20´s Choice：HOTトレンドミュージシャン賞 - 2008上半期SMBI指数（Star Marketing Brand Index） 1位 - 第01回Nickelodeon Kids Choice Awards：ベスト男子歌手賞 - 第05回韓国大衆音楽賞（The 5th Korean Music Awards）：ネチズンが選んだ - 最優秀チーム賞 - 第17回ハイワンソウル歌謡大賞（The 17th Seoul Music Awards）：デジタル音源賞、本賞、大賞                                                                                            |
| 2009年 | - 大韓民国コンテンツアワード：海外進出アーティスト部門 - 文化体育観光部長官賞 - 第42回日本有線大賞：新人賞、最優秀新人賞 - 第51回日本レコード大賞：新人賞、最優秀新人賞 - 日本 NTV ベストヒット歌謡際：ゴールドアーティスト賞 - Asia Song Festival：アジア最高歌手賞 - M.net 20´s Choice：HOT CF STAR賞 - CYWORLD デジタルミュージックアワード：4月のSong Of The Month「Lollipop」 - 第02回 Nickelodeon Kids Choice Awards：ベスト男子歌手賞 - 第21回韓国PD大賞：歌手部門 出演者賞 - 第06回韓国大衆音楽賞（The 6th Korean Music Awards）：最優秀R&B＆ソウル・ゴスペルアルバム（SOL「Hot」）、最優秀R&B&ソウル・ソング（SOL「Only Look At Me」） - 第18回ハイワンソウル歌謡大賞（The 18th Seoul Music Awards）：本賞、最高アルバム賞、モバイル人気賞、ハイワンミュージック賞 |
| 2010年 | - 第52回日本レコード大賞：最優秀作品賞 - Mnetアジアンミュージックアワード（Mnet Asian Music Awards）：男歌手賞（SOL） - 国連承認 NGO機関 国連の友「Global Unity Award」受賞 - SPACE SHOWER Music Video Awards：BEST CHOREOGRAPHY VIDEO（振り付け、ダンス部門最優秀作品） - 第24回日本ゴールドディスク大賞 ：ザ・ベスト5ニュー・アーティスト部門 - 2010年大韓民国大衆文化芸術賞 文化体育観光部長官表彰 受賞 |
| 2011年 | - Mnetアジアンミュージックアワード（Mnet Asian Music Awards）：今年最優秀MV賞「LOVE SONG」 - Melon Music Awards：今年TOP10、今年最優秀Music Style Rap/HipHop賞（GD & T.O.P） - MTV EUROPE MUSIC AWARDS 2011 ：ワールドワイド・アクト賞 |
| 2012年 | - Melon Music Awards：今年TOP10 - Mnetアジアンミュージックアワード（Mnet Asian Music Awards）：今年の歌手賞、ワールドワイドパフォーマー賞、ベストグループ賞、ソロアーティスト賞（G-DRAGON） - SPIN誌 - 今年のK-POP：1位（G-DRAGON - 「크레용（CRAYON）」）、7位（Bad Boy）、13位（FANTASTIC BABY） - BuzzFeed 23 Best Music Videos Of 2012：13位（FANTASTIC BABY） - May MTV Italy TRL Awards 2012：BEST FAN賞 - CYWORLDデジタルミュージックアワード：今月の歌賞 -2月- 「BLUE」 - CYWORLDデジタルミュージックアワード：今月の歌賞 -3月- 「FANTASTIC BABY」 - So-Loved Awards 2012：男性ソロ(G-DRAGON)1位、男性バンド1位、ミニアルバム1位、ソング部門1位、ミュージックビデオ部門2位 - MTV ベスト・バンド・スタイル・オブ・2012：TOP10 - 第01回ガオンチャートK-POPアワード（The 1st Gaon Chart K-pop Awards）：音源部門 - 4月歌手賞「LOVE SONG」 |
| 2013年 | - 全てのK-ポップ・アワード：今年の歌賞「FANTASTIC BABY」 - 第12回エムティービー・ビデオ・ミュージック・アウォーズ・ジャパン（The 12th MTV Video Music Awards Japan）：ベストダンスビデオ賞 「FANTASTIC BABY -Ver.Final-」 - 第27回日本ゴールドディスク大賞：アジア部門 - ベスト3アルバム賞「ALIVE」 - 第10回韓国大衆音楽賞（The 10th Korean Music Awards）：ベストラップ/ヒップホップソング賞（G-DRAGON「ONE OF A KIND」） - 第02回ガオンチャートK-POPアワード（The 2nd Gaon Chart K-pop Awards）：音源部門 - 2月歌手賞「BLUE」、音源部門 - 3月歌手賞「FANTASTIC BABY」、レコード部門 - 第1四半期で歌手賞-「ALIVE」 - 第22回ハイワンソウル歌謡大賞（The 22nd Seoul Music Awards）：本賞、今年のアルバム賞（G-DRAGON「ONE OF A KIND」） - 第27回ゴールデンディスク賞（The 27th Golden Disk Awards）：音源本賞「FANTASTIC BABY」 |
| 2015年 | - Mnetアジアンミュージックアワード（Mnet Asian Music Awards）：今年の歌賞「뱅뱅뱅（BANG BANG BANG）」、今年の歌手賞、ベストミュージックビデオ賞「BAE BAE」、ワールドワイドフェイバリットアーティスト賞 - Melon Music Award：TOP10、今年の歌手賞、今年の歌賞「뱅뱅뱅（BANG BANG BANG）」、人気賞 |
| 2016年 | - 2016 フィレンツェ MTV アワード：Best Artist From The World - 第13回韓国大衆音楽賞（The 13th Korean Music Awards）：今年の歌「BAE BAE」、ベストポップソング「LOSER」、ネチズンが選んだ - 年間組み合わせ賞 - 第30回日本ゴールドディスク大賞：アジア部門 - Song of the Year by Download「뱅뱅뱅（BANG BANG BANG）-KR Ver.-」 - 第11回Soompi Awards：最高のための男子チーム賞、年間最優秀アルバム「MADE SERIES -E-」、イヤー賞のシンガー - 第05回ガオンチャートK-POPアワード（The 5th Gaon Chart K-pop Awards）：音源部門 - 5月歌手賞「LOSER」、音源部門 - 6月歌手賞「뱅뱅뱅（BANG BANG BANG）」、音源部門 - 7月歌手賞「맨정신（SOBER）」、音源部門 - 8月歌手賞「 우리 사랑하지 말아요（Let's not fall in love）」、アジア最も影響力組み合わせ - 第30回ゴールデンディスク賞（The 30th Golden Disk Awards）：音源大賞「LOSER」、音源本賞「LOSER」、人気賞 - 第25回ハイワンソウル歌謡大賞（The 25th Seoul Music Awards）：デジタル音源賞「뱅뱅뱅（BANG BANG BANG）」、本賞 |
| 2017年 | * 第31回日本ゴールドディスク大賞：ベスト・エイジアン・アーティスト、アルバム・オブ・ザ・イヤー（アジア）「MADE SERIES」、ベスト3アルバム（アジア）「MADE SERIES」、ソング・オブ・ザ・イヤー・バイ・ダウンロード（アジア）「BANG BANG BANG」、ベスト・ミュージック・ビデオ「BIGBANG WORLD TOUR 2015～2016 [MADE] IN JAPAN」 |
| 2018年 | - 第32回日本ゴールドディスク大賞: ベスト・エイジアン・アーティスト、ベスト3アルバム・オブ・ザ・イヤー（アジア）「MADE」、ベスト3アルバム（アジア）「MADE」、ベスト・ミュージックビデオ「BIGBANG10 THE CONCERT : 0.TO.10-THE FINAL-」 |
| 2022年 | - Mnetアジアンミュージックアワード（Mnet Asian Music Awards）：ベストボーカルパフォーマンスグループ部門「春夏秋冬（Still Life）」 |

## CM
- SKOOLOOKS
- CAFFE LATTE
- HITE
- EVERSENCE
- FILA
- BASKIN ROBBINS
- NII AND
- LG CYON
- LG Lollipop
- LG SMURF
- LG OPTIMUS ONE
- BEANPOLE
- LG OPTIMUS BIG
- LOTTE DUTY FREE
- G-MARKET
- CJ GROUP
- SOUL BY LOUDACRIS
- NIKON
- SUNNY 10 SPARKLINGADE
- NORTH FACE
- FUBU